# Даунинг стрийт 10
Даунинг стрийт 10 (на английски: 10 Downing Street) е резиденцията и работен офис на министър-председателя на Обединеното кралство и седалище на правителството на английския крал. Намира се на „Даунинг стрийт“ в квартал Уестминстър в Лондон. За краткост името на улицата се изпуска и остава „Номер 10“. Това е може би най-известният адрес в Лондон, а сградата, макар и със скромна лондонска фасада, е една от най-широко разпознаваемите в целия свят.
Номер 10 е центърът на британското правителство – буквално и в политически смисъл. Там са разположени офисите на премиера, секретарите, асистентите и съветниците, както и конферентни зали и приемни, където премиерът се среща с други световни лидери и чуждестранни величия. Сградата е в близост до парламента – двореца Уестминстър и до Бъкингамския дворец – резиденцията на британския монарх в Лондон.
Разположена на Даунинг стрийт в близост до Сейнт Джеймсис Парк в район Уестминстър, сградата на Номер 10 е на повече от 300 години и има над 100 стаи. Частната резиденция заема третия етаж от къщата и има кухня, разположена в мазето. Останалите етажи на къщата помещават офиси, конферентни зали, рецепция, всекидневни и трапезарии, където министър-председателят работи и където министри, лидери и чуждестранни сановници са посрещани и приемани. В задната част на сградата има вътрешен двор и тераса с изглед към градина от 0,5 акра (2000 м2).
Първоначално състоящ се от 3 отделни къщи, Номер 10 бил предложен на сър Робърт Уолпоул от крал Джордж II през 1732 година. Уолпоул приел имота при едно условие – че подаръкът е за Първия лорд на хазната (министъра на финансите), а не за него самия. Уолпоул възлага на архитекта Уилям Кент да обедини трите къщи, превръщайки ги в имота, който днес е познат като „Даунинг стрийт“ 10.
Въпреки размерите си и удобното си разположение в близост до сградата на парламента, в първите години там живеят малко на брой министри. Скъпа за поддръжка, пренебрегвана и западнала, сградата на Номер 10 няколко пъти е на косъм от събаряне. Въпреки това имотът е запазен и по-късно се свързва с много известни и успешни държавници и събития в историята на Великобритания. През 1985 година Маргарет Тачър казва, че Номер 10 е станал „едно от най-ценните бижута в националното наследство“.

## Стаи и специални функции

### Входна врата и антре
Вратата на Номер 10 е продукт на обновленията, които Чарлс Таунсенд нарежда през 1766 г. Вероятно не е била приключена до 1772. Направена в джорджиански стил от архитекта Кентън Коус, тя е непретенциозна и тясна, състояща се от едно бяло каменно стъпало, водещо към скромната тухлена фасада. Малката шест-панелна врата, първоначално изработена от черен дъб, е обградена от кремава каса и украсена с полукръгъл ветрилообразен прозорец. В горната част на вратата стои числото „10“, боядисано в бяло. Нулата е нарисувана по много ексцентричен начин, под ъгъл 37° по посока обратна на часовниковата стрелка. Между двете средни пана на вратата има черно метално чукало с формата на лъвска глава; под чукалото има месингов отвор за писма с гравиран надпис „Първи Лорд на Хазната“ (на английски: „First Lord of Treasury“). Звънецът има гравиран надпис „НАТИСНИ“ (на английски: „PUSH“), въпреки че много рядко се използва.
През 1991 година, след атака с минохвъргачка на Ирландската републиканска армия (IRA), оригиналната черна дъбова врата е заменена от взривоустойчива стоманена врата. Новата врата се отличава със специфичен метален блясък, който се дължи на черната гланцова боя, която е използвана. Редовно сваляна за профилактика и подменяна с реплика, вратата е толкова тежка, че за повдигането ѝ са необходими 8 души. Месинговият отвор за писма все още има гравирания надпис „Първи Лорд на Хазната“ (на английски: „First Lord of Treasury“). Оригиналната врата е поставена в експозицията в Музея на Чърчил.
Вратата не може да се отвари отвън; по всяко време в сградата има човек, който трябва да я отвори.